# Copa de Sajonia-Anhalt
La Copa de Sajonia-Anhalt (en alemán: Landespokal Sachsen-Anhalt), llamada Lottopokal por razones de patrocinio, es una de las 21 competiciones regionales que conforman la Copa Asociación Alemana en la que el campeón logra la clasificación a la Copa de Alemania, el torneo de copa de fútbol más importante del país.

## Historia
La copa fue creada en 1990 luego de la reunificación alemana y tras la creación de la Asociación de Fútbol de Sajonia-Anhalt, ente que organiza la copa. Esta copa ha tenido varios cambios de formato desde su creación, con las dos primeras ediciones en las que se jugaban dos competiciones por separado y el campeón de copa se daba entre los campeones de Magdeburgo y Halle que jugaban la final.
A partir de 1994/95 la participación era de 160 equipos provenientes de las diferentes competiciones locales del estado de Sajonia-Anhalt, jugando ocho rondas de eliminación directa a ida y vuelta en la que salía el campeón.
Desde el 2000 el formato cambió un poco reduciendo la cantidad de partidos a solo un partido con la ventaja de local para el equipo de categoría inferior hasta jugar la final, la cual desde 2007 se juega en una sede neutral.
El campeón de la copa clasifica a la primera ronda de la Copa de Alemania.

## Ediciones anteriores
| Año  | Campeón                   | Finalista                 | Resultado           | Ciudad            | Estadio                             | Asistencia |
| ---- | ------------------------- | ------------------------- | ------------------- | ----------------- | ----------------------------------- | ---------- |
| 1991 | Wernigeröder SV Rot-Weiß  | SV Merseburg 99           | 3–2 aet             | Bernburg          | Sportplatz Askania                  |            |
| 1992 | FSV Lok/Altmark Stendal   | FC Anhalt Dessau          | 2–0                 | Gommern           | Sportforum Gommern                  | 950        |
| 1993 | 1. FC Magdeburg           | Hallescher FC             | 3–2                 | Hettstedt         | Sportpark am Walzwerkhölzchen       | 1100       |
| 1994 | Hallescher FC             | 1. FC Magdeburg           | 4–3                 | Thale             | Sportpark an der Neinstedter Straße | 300        |
| 1995 | FSV Lok/Altmark Stendal   | FC Anhalt Dessau          | 4–1                 | Schönebeck (Elbe) | Sportforum an der Barbarastraße     | 800        |
| 1996 | FSV Lok/Altmark Stendal   | VfL Halle 1896            | 3–0                 | Gommern           | Sportforum Gommern                  | 1055       |
| 1997 | VfL Halle 1896            | Schönebecker SV 1861      | 4–2 aet             | Köthen            | Stadion Rüsternbreite               | 2000       |
| 1998 | 1. FC Magdeburg           | FSV Lok/Altmark Stendal   | 4–1                 | Dessau            | Paul Greifzu Stadium                | 3500       |
| 1999 | VfL Halle 1896            | FC Anhalt Dessau          | 3–2                 | Dessau            | Paul Greifzu Stadium                | 2116       |
| 2000 | 1. FC Magdeburg II        | VfL Halle 1896            | 3–2                 | Dessau            | Paul Greifzu Stadium                | 700        |
| 2001 | 1. FC Magdeburg           | VfB IMO Merseburg         | 3–0                 | Dessau            | Paul Greifzu Stadium                | 1586       |
| 2002 | Hallescher FC             | FC Grün-Weiß Wolfen       | 3–1                 | Dessau            | Paul Greifzu Stadium                | 2483       |
| 2003 | 1. FC Magdeburg           | 1. FC Lok Stendal         | 2–0                 | Dessau            | Paul Greifzu Stadium                | 2138       |
| 2004 | TSV Völpke                | SV Dessau 05              | 3–2                 | Dessau            | Paul Greifzu Stadium                | 2300       |
| 2005 | Magdeburger SV 90 Preußen | VfB Sangerhausen          | 4–2 after penalties | Dessau            | Paul Greifzu Stadium                | 1200       |
| 2006 | 1. FC Magdeburg           | SV 09 Staßfurt            | 1–0                 | Schönebeck (Elbe) | Sportforum an der Barbarastraße     | 4500       |
| 2007 | 1. FC Magdeburg II        | Magdeburger SV 90 Preußen | 3–0                 | Magdeburg         | Stadion Magdeburg                   | 2529       |
| 2008 | Hallescher FC             | 1. FC Magdeburg           | 0–0 (4–3 pen.)      | Magdeburg         | Stadion Magdeburg                   | 13 988     |
| 2009 | 1. FC Magdeburg           | Hallescher FC             | 1–0                 | Magdeburg         | Stadion Magdeburg                   | 12 988     |
| 2010 | Hallescher FC             | VfB Germania Halberstadt  | 3–2                 | Sangerhausen      | Friesenstadion                      | 03450      |
| 2011 | Hallescher FC             | FC Grün-Weiß Piesteritz   | 2–0                 | Dessau            | Paul Greifzu Stadium                | 03950      |
| 2012 | Hallescher FC             | Haldensleber SC           | 4–0                 | Dessau            | Paul Greifzu Stadium                | 02700      |
| 2013 | 1. FC Magdeburg           | VfB Germania Halberstadt  | 3–1 aet             | Magdeburg         | MDCC-Arena                          | 13 271     |
| 2014 | 1. FC Magdeburg           | Hallescher FC             | 3–0 aet             | Halle (Saale)     | Erdgas Arena                        | 11 987     |
| 2015 | Hallescher FC             | VfL Halle 1896            | 6–0                 | Halle             | Erdgas Arena                        | 12 855     |
| 2016 | Hallescher FC             | 1. FC Magdeburg           | 2–1                 | Halle             | Erdgas Arena                        | 13 927     |
| 2017 | 1. FC Magdeburg           | VfB Germania Halberstadt  | 1–0                 | Magdeburg         | MDCC-Arena                          | 7134       |
| 2018 | 1. FC Magdeburg           | Lok Stendal               | 1–0                 | Magdeburg         | Heinrich Germer Stadium             | 3803       |
| 2019 | Hallescher FC             | VfB Germania Halberstadt  | 2–0                 | Halberstadt       | Friedensstadion                     | 1624       |
| 2020 | Abandonada                | Abandonada                | Abandonada          | Abandonada        | Abandonada                          | Abandonada |

## Títulos por equipo
| Club                      | Títulos | Años                                                       |
| ------------------------- | ------- | ---------------------------------------------------------- |
| 1. FC Magdeburg           | 10      | 1993, 1998, 2001, 2003, 2006, 2009, 2013, 2014, 2017, 2018 |
| Hallescher FC             | 9       | 1994, 2002, 2008, 2010, 2011, 2012, 2015, 2016, 2019       |
| 1. FC Lok Stendal         | 3       | 1992, 1995, 1996                                           |
| VfL Halle 1896            | 2       | 1997, 1999                                                 |
| 1. FC Magdeburg II        | 2       | 2000, 2007                                                 |
| Wernigeröder SV Rot-Weiß  | 1       | 1991                                                       |
| TSV Völpke                | 1       | 2004                                                       |
| Magdeburger SV 90 Preußen | 1       | 2005                                                       |